# Latvijas PSR čempionāts futbolā 1977
L'edizione 1977 del massimo campionato di calcio lettone fu la 33ª come competizione della Repubblica Socialista Sovietica Lettone; il titolo fu vinto dall'Energija Riga, giunto al suo quarto titolo.

## Formato
Il campionato era formato da tredici squadre che si incontrarono in gare di andata e ritorno per un totale di 26 turni e 24 incontri per squadra; erano assegnati due punti alla vittoria, un punto al pareggio e zero per la sconfitta.

## Classifica finale
|                        | Pos. | Squadra               | Pt | G  | V  | N  | P  | GF | GS  | DR   |
| ---------------------- | ---- | --------------------- | -- | -- | -- | -- | -- | -- | --- | ---- |
| RSS Lettone (bandiera) | 1.   | Enerģija Rīga         | 43 | 24 | 19 | 5  | 0  | 54 | 13  | +41  |
|                        | 2.   | Elektrons Rīga        | 35 | 24 | 12 | 11 | 1  | 35 | 11  | +24  |
|                        | 3.   | Ķīmiķis               | 34 | 24 | 15 | 4  | 5  | 51 | 21  | +30  |
|                        | 4.   | VEF Riga              | 33 | 24 | 14 | 5  | 5  | 68 | 31  | +37  |
|                        | 5.   | RĖZ Riga              | 31 | 24 | 13 | 5  | 6  | 53 | 21  | +32  |
|                        | 6.   | Jūrnieks              | 30 | 24 | 13 | 4  | 7  | 45 | 20  | +25  |
|                        | 7.   | Metalists Jelgava     | 23 | 24 | 9  | 5  | 10 | 42 | 33  | +9   |
|                        | 8.   | Venta                 | 17 | 24 | 6  | 6  | 12 | 29 | 36  | -7   |
|                        | 9.   | Mašīnbūvētājs Rēzekne | 16 | 24 | 7  | 2  | 15 | 20 | 43  | -23  |
|                        | 10.  | RPI Riga              | 15 | 24 | 5  | 5  | 14 | 24 | 31  | -7   |
|                        | 11.  | Starts                | 15 | 24 | 6  | 3  | 15 | 30 | 45  | -15  |
|                        | 12.  | Sarkanais Metalurgs   | 15 | 24 | 5  | 5  | 14 | 25 | 46  | -21  |
|                        | 13.  | Lielupe               | 3  | 24 | 2  | 0  | 22 | 10 | 135 | -125 |